# 党店镇
党店镇，是中华人民共和国河南省驻马店市上蔡县下辖的一个乡镇级行政单位。

## 行政区划
党店镇下辖以下地区：
党店村、大阎村、东张寨村、东李楼村、马庄村、张越村、新田村、大代庄村、曹楼村、湾刘村、杨法村、格大张村、小翟村、大翟村、忙忙村、阎刘村、贺楼村、玉皇庙村和郁王村。